# Oda Krohg

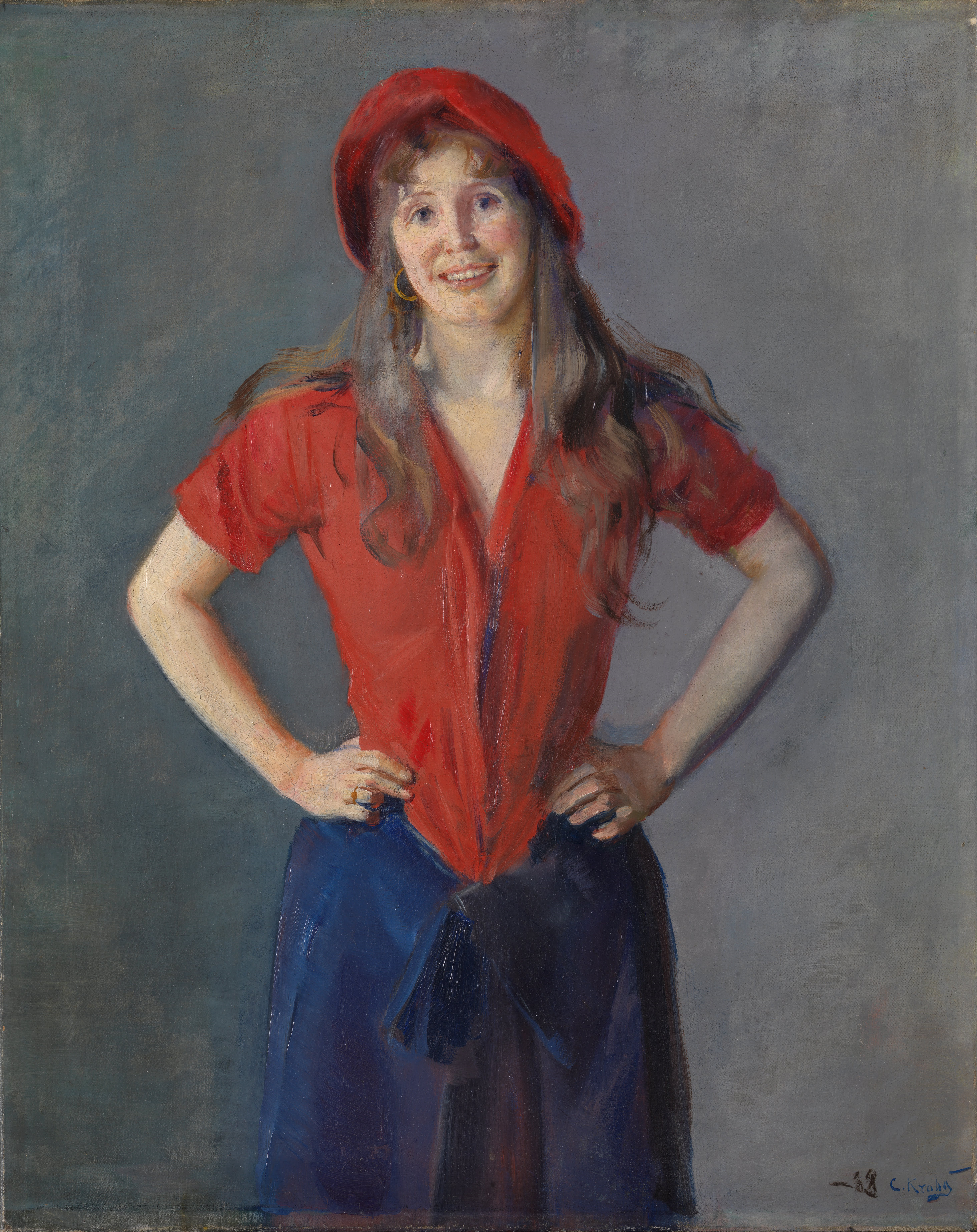
Oda Krohg, retratada por Christian Krohg (1886). Nasjonalgalleriet (Oslo).

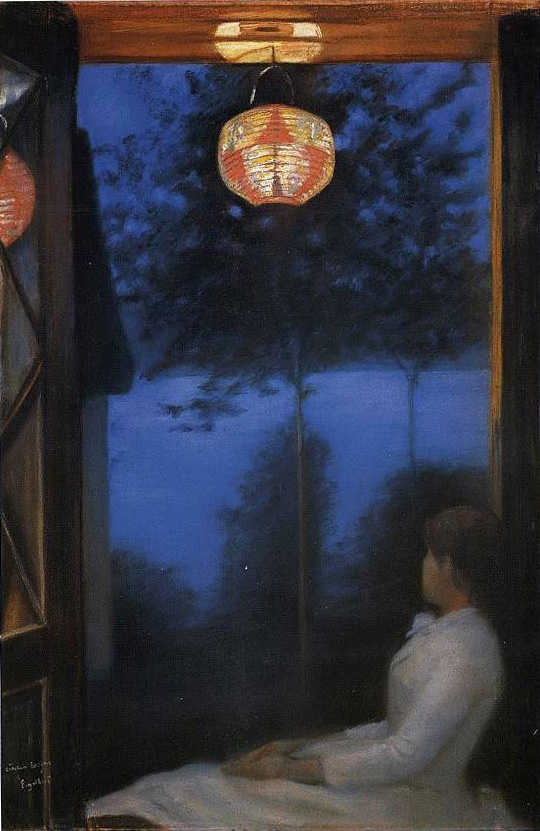
En el Fiordo de Cristianía (Linterna Japonesa) (1886).

Oda Krohg, nacida como Othilia Pauline Christine Lasson, (Åsgårdstrand, 11 de junio de 1860 - Oslo, 19 de octubre de 1935) fue una pintora noruega, que formó parte del movimiento artístico contracultural Kristiania Bohemen.

## Biografía

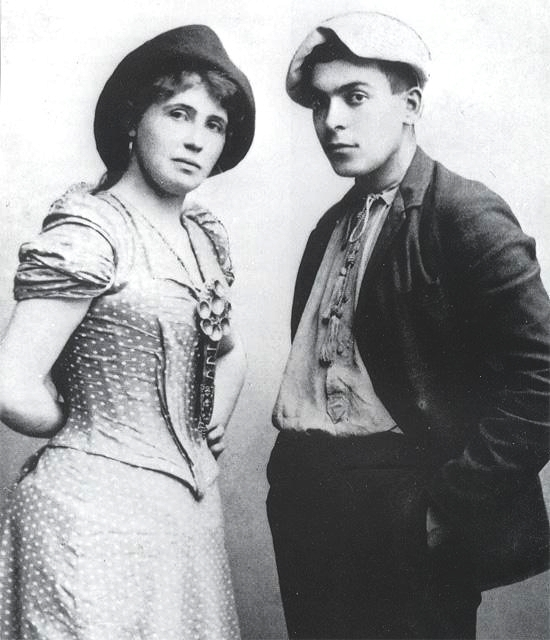
Oda y su amigo Jappe Nilssen en 1891.

Oda Krohg nació en Noruega en un familia acomodada y liberal-conservadora. Era hija del abogado Christian Lasson y de Alexandra von Munthe av Morgenstierne. Entre sus hermanos se encontraban el compositor Per Lasson y la cantante y escritora Caroline "Bokken" Lasson.  
Tuvo muy poca educación artística formal, pero rápidamente absorbió el conocimiento del movimiento artístico del que formó parte. Fue considerada referente de la nueva pintura romántica de Noruega. En 1886, debutó en la Exposición de otoño de Cristianía (actual Oslo).
Se casó en 1881 con el empresario Jørgen Engelhardt (1852-1921), con el que tuvo dos hijos. Se separó de su marido en 1883 y se divorció en 1888. En 1885 se convirtió en alumna de Erik Werenskiold y de Christian Krohg.
Fue alumna, amante y después esposa de Christian Krohg. En 1885 tuvo una hija con él, Nana, y se casaron tres años después. Tuvieron a su segundo hijo, Per Krohg, quien también sería pintor, en 1889. Toda la década de 1890 estuvo marcada con frecuentes viajes y estancias en el extranjero. Entre 1901 y 1909, la familia vivió en París.
En su país son conocidos sus paisajes, En el Fiordo de Cristianía (Linterna japonesa) (1886), su obra debut, actualmente en la Galería Nacional de Noruega, y En el Prado (Linterna china) (1899). Otras obras son Una suscriptora del Aftenposten (1887), Rojo y negro (1912) y Christian Krohg en la calle Karl Johan (1912). También pintó retratos, entre otros, de Aasta Hansteen, Ivar Arosenius, Gunnar Heiberg, Johanne Dybwad y Christian Krohg.
En 1893 su obra formó parte de la Exposición Mundial Colombina de Chicago. En 1903 expuso en el Salón de París y un año más tarde en el Salón de Otoño, en el que participó regularmente hasta 1909. 

### Bohemios de Cristianía
Oda Krohg fue una figura importante del movimiento contracultural llamado los Kristiania Bohemen en las décadas de 1880 y 1890, del que también formaban parte su marido y otros artistas como Edvard Munch. Siguiendo los preceptos de este movimiento, de corte antisocial y anarquista, Krogh abogó por el amor libre y la libertad de creación con impacto en lo artístico y lo social.
En la pintura Interior de un café (1893) de Edvard Munch, Oda aparece rodeada de bohemios y personas cercanas a ella: Munch, Christian Krohg, Jappe Nilssen, Hans Jæger, Gunnar Heiberg y Jørgen Engelhart. Se ha comentado que Oda mantuvo relaciones sentimentales con cuatro de ellos (Engelhart, Jæger, Heiberg y Krohg). En el libro Siete amores (Syk Kjærlighet, 1893), Hans Jæger describe un triángulo amoroso en el que él estaba perdidamente enamorado de una esposa de un pintor. Se dice que Oda había sido la inspiración del personaje femenino y que el libro describe la relación entre Jæager, Oda y Krohg en el verano y el otoño de 1888.
Intentó también ser escritora, pero sin buenos resultados. Fue enterrada en la zona de hombres ilustres del Cementerio del Salvador de Oslo.
Su biografía es narrada por Ketil Bjørnstad en la novela ¡Oda! (1983).